# كارل هنري (كرة سلة)
كارل هنري (بالإنجليزية: Carl Henry)‏ مواليد 16 أغسطس 1960 في هوليس، هو لاعب كرة سلة أمريكي سابق. بدأ مسيرته الاحترافية في سنة 1984. تم اختياره من قبل فريق سكرامنتو كينغز خلال الدرافت. حمل الرقم 11. يبلغ طوله 6 قدم 6 بوصة (2.0 م). اعتزل اللعب في 1993.

## روابط خارجية
- كارل هنري على موقع إن بي أي (الإنجليزية)
- كارل هنري على موقع سبورتس رفرنس (الإنجليزية)
- كارل هنري على موقع كلية كرة السلة في سبورتس رفرنس.كوم (الإنجليزية)
- كارل هنري على موقع ريلجم (الإنجليزية)
- كارل هنري على موقع بروبوليرز (الإنجليزية)